# Mark Steven Johnson
Pour les articles homonymes, voir Mark Johnson et Johnson.
Mark Steven Johnson  est un réalisateur, scénariste, producteur et acteur américain, né le 30 octobre 1964 à Hastings, dans le Minnesota, aux États-Unis.

## Filmographie

### En tant que réalisateur
- 1998 : Simon Birch
- 2003 : Daredevil
- 2007 : Ghost Rider
- 2010 : C'était à Rome
- 2013 : Face à face
- 2017 : Finding Steve McQueen
- 2020 : Coup de foudre garanti
- 2022 : Love in the Villa

### En tant que scénariste
- 1993 : Les Grincheux de Donald Petrie
- 1995 : Les Grincheux 2 de Howard Deutch
- 1996 : Le Souffre-douleur de Steve Miner
- 1998 : Simon Birch de Mark Steven Johnson
- 1998 : Jack Frost de Troy Miller
- 2003 : Daredevil de Mark Steven Johnson
- 2007 : Ghost Rider de Mark Steven Johnson
- 2010 : C'était à Rome de Mark Steven Johnson
- 2018 : Jean-Christophe et Winnie de Marc Forster

### En tant que producteur
- 2005 : Elektra de Rob Bowman (producteur délégué)
- 2010 : C'était à Rome de Mark Steven Johnson
- 2012 : Ghost Rider 2 : L'Esprit de vengeance (producteur délégué)
- 2013 : Match retour de Peter Segal
- 2017 : Finding Steve McQueen (producteur délégué)

### En tant qu'acteur
- 2001 : Jay et Bob contre-attaquent (Jay and Silent Bob Strike Back) de Kevin Smith : le réalisateur (non crédité)

## Box-officeréalisateur
| Film        | Box-office mondial |
| Simon Birch | 18 253 415 USD     |
| Daredevil   | 179 179 718 USD    |
| Ghost Rider | 228 738 393 USD    |
| Total       | 426 171 526 USD    |